# Zilvervlekmiervogel
De zilvervlekmiervogel (Hylophylax punctulatus) is een zangvogel uit de familie Thamnophilidae (miervogels).

## Verspreiding en leefgebied
Deze soort komt voor in het Amazonebekken.

## Status
De grootte van de populatie is niet gekwantificeerd maar de soort wordt omschreven als schaars met een versnipperde verspreiding. Op de Rode lijst van de IUCN heeft deze soort de status niet bedreigd.